# Leiocephalus greenwayi
Leiocephalus greenwayi (іст-планська ігуана-крутихвіст) — вид ігуаноподібних ящірок родини Leiocephalidae. Ендемік Багамських Островів. Вид названий на честь американського орнітолога Джеймса Грінвея.

## Поширення і екологія
Іст-планські ігуани-крутихвости є ендеміками невеликого острова Іст-Плана-Кей площею 4,65 км², розташованого на півдні Багамського архіпелагу. Вони живуть серед сухих чагарників заввишки до метра, серед скель і піщаних районах. Відкладають яйця.

## Збереження
МСОП класифікує цей вид як вразливий. Leiocephalus greenwayi можуть загрожувати зміни клімату та можлива поява на острові інвазивних хижаків.